# سلام، کسی اینجا نیست؟
سلام، کسی اینجا نیست؟ نام کتابی‌نوشتهٔ یوستین گردر نویسنده نروژی است که در سال ۱۹۹۶ میلادی در نروژ منتشر شد. این کتاب در سال ۱۳۷۷ توسط مهرداد بازیاری ترجمه شد و نشر هرمس (کیمیا) آن را منتشر کرد. سلام کسی اینجا نیست؟ که یک داستان مصور ویژهٔ کودکان و نوجوانان است که تصاویر آن در ارتباط با متن داستان می‌باشد.

## داستان
یوکیم پسر بچه‌ایست که انتظار تولد برادر کوچکش را می‌کشد، در همین زمان موجودی عجیب که ظاهراً از کره‌ای دیگر آمده است به خانهٔ آن‌ها می‌آید و آن‌ها دربارهٔ روند شکل گیری انسان و نعمت‌هایی که خداوند به بشر داده و همچنین دلیل اعطای این نعمت‌ها، باهم بحث می‌کنند و...